# Villa Kosmack

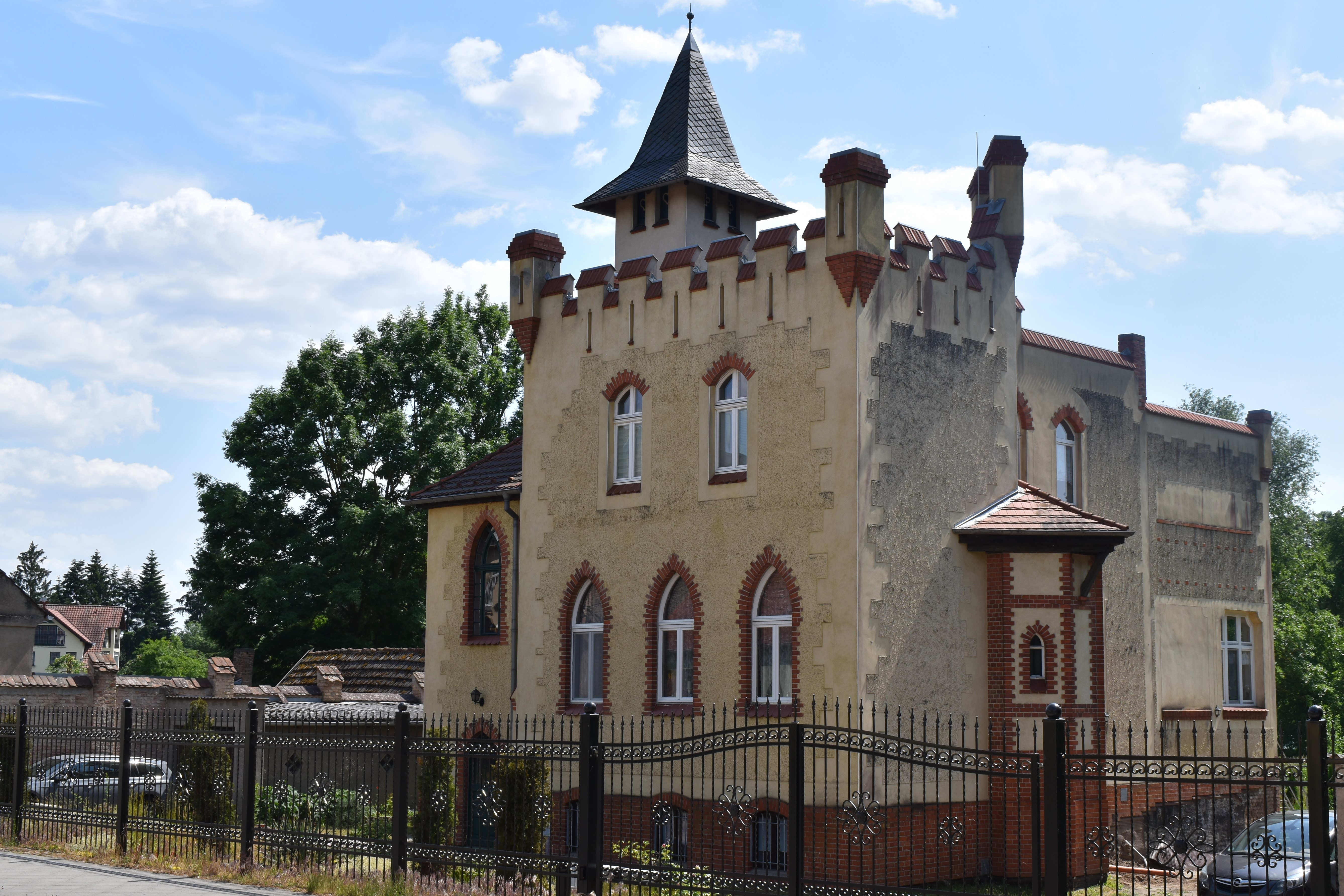
Villa Kosmack (2023)

Die denkmalgeschützte Villa Kosmack ist eine neugotische (Neu-Tudorstil) Villa in Alt-Ruppin, im Brandenburger Landkreis Ostprignitz-Ruppin. Sie wurde im Jahr 1897 für den Kaufmann und Fabrikbesitzer Max Kosmack nach Entwurf des Architekten Gustav Lilienthal erbaut.

## Lage
Die Villa befindet sich in der Friedrich-Engels-Straße 1, nahe dem nordwestlichen Ortseingang Alt-Ruppins.

## Geschichte
Sie wurde 1897 für Max Kosmack erbaut, der als Händler sowohl von Steglitz bei Berlin als auch vom schottischen Glasgow operierte. Kosmack hatte sich 1910 noch ein Landhaus am nahegelegenen Molchowsee bauen lassen, entworfen vom Mitbegründer des Deutschen Werkbunds Hermann Muthesius, das Haus Kosmack. Otto Kiep, dessen Vater mit dem Witwer Kosmack befreundet war, besuchte das Haus Kosmack wiederholt.
Der Entwurf der Villa Kosmack stammt von Gustav Lilienthal. Im Jahr 2002 erhielt das Gebäude eine Fassadensanierung.

## Beschreibung
Es handelt sich um einen massiven und verputzten Backsteinbau. Die burgartige, im Tudorstil – durch Elemente wie Zinnenkranz, Eckquaderungen, Ecktürmchen und Spitzbogenfenster – errichtete Villa ist asymmetrisch gestaltet und besitzt zwei Geschosse sowie einen quadratischen Turm.